# Ludovico Ludovisi
Ludovico Ludovisi, född 27 oktober 1595 i Bologna, död 18 november 1632 i Bologna, var en italiensk kardinal och statsman.

## Biografi
Ludovisi studerade vid Collegio Germanico i Rom och därefter vid universitetet i Bologna. Där avlade han 1615 doktorsexamen i kanonisk rätt. Påven Gregorius XV utsåg honom 1621 till kardinalpräst med Santa Maria in Traspontina som titelkyrka. Efter att ha varit påvlig legat i bland annat Avignon tjänade han som camerlengo.
År 1622 utnämndes han till prefekt för Propaganda fide, ett uppdrag han innehade till sin död 1632. År 1623 fick han i egenskap av kardinal San Lorenzo in Damaso som titelkyrka. Samma år deltog han i konklaven som valde kardinal Maffeo Barberini till ny påve.
Kardinal Ludovisi var en känd konstsamlare och generös mecenat. I norra Rom förvärvade han ett vidsträckt markområde där han lät uppföra Villa Ludovisi. Han bekostade även uppförandet av Jesuitordens kyrka Sant'Ignazio i centrala Rom.

## Bilder

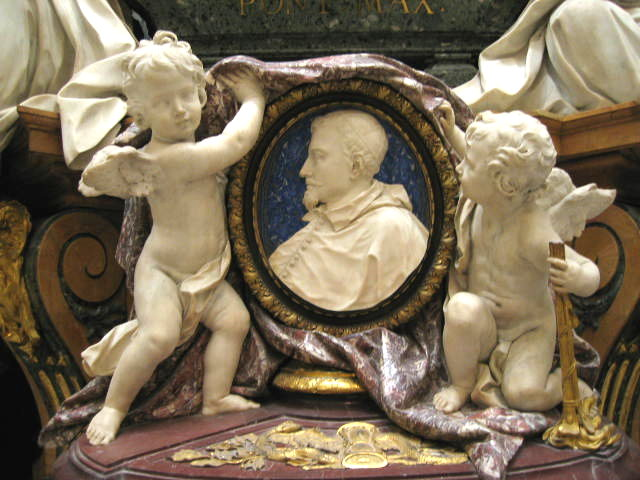
Kardinal Ludovico Ludovisis gravvård i kyrkan Sant'Ignazio i Rom, utförd av Pierre Legros den yngre.